# Thanatephorus fusisporus
Thanatephorus fusisporus é uma espécie de fungo pertencente à família Ceratobasidiaceae.